# Первомайське (Великоустюзький район)
Первома́йське (рос. Первомайское) — присілок у складі Великоустюзького району Вологодської області, Росія. Входить до складу Зарічного сільського поселення.

## Населення
Населення — 82 особи (2010; 131 у 2002).
Національний склад (станом на 2002 рік):
- росіяни — 97 %